# Effeln
Effeln – wieś i zarazem dzielnica gminy Anröchte w powiecie Soest, w kraju związkowym Nadrenia Północna-Westfalia, w rejencji Arnsberg.

## Demografia
Według spisu ludności z końca 2024 roku, w Effeln mieszkało 696 mieszkańców.

## Historia
Istnieje niewiele wczesnych informacji historycznych o Effeln. Nazwa ta pojawia się w dokumencie z klasztoru Grafschaft datowanym na okres przed 1217.
W centrum Effeln stoi kościół św. Marii Magdaleny, którego główna część została wybudowana w 1816 roku. Z poprzedniego kościoła pozostała jedynie romańska wieża w przyziemiu, pochodząca ze średniowiecza (XIII wiek). Mury kościoła oraz cmentarz wybudowano w 1877 roku. Starą plebanię wybudowano około 1600 roku, a tę obecną w 1953 roku, a w 1975 dokonano w niej renowacji.

### Reorganizacja gmin
Do reorganizacji gmin w 1975 roku Effeln było niezależną gminą w powiecie Anröchte. Obecnie Effeln jest jedną z 10 wsi gminy Anröchte, utworzonej w 1975 roku.

## Polityka
Burmistrzem Effeln jest Lars Besse (CDU/CSU). Jego poprzednikiem był Stephan Langesberg-Göckede.